# بخش کوزنتسکی، استان پنزا
بخش کوزنتسکی (به لاتین: Kuznetsky District) یک منطقهٔ مسکونی در روسیه است که در استان پنزا واقع شده‌است.